# Copocentra
Copocentra is een geslacht van vlinders van de familie roestmotten (Heliodinidae), uit de onderfamilie Orthoteliinae.

## Soorten
- C. calliscelis Meyrick, 1909
- C. notopyrsa Meyrick, 1936
- C. porphyropis Meyrick, 1922
- C. saltatoria Meyrick, 1922
- C. submetallica Meyrick, 1922